# گون‌یایلا (یوسف‌علی)
گون‌یایلا (به ترکی استانبولی: Günyayla) یک منطقهٔ مسکونی در ترکیه است که در یوسف‌علی واقع شده‌است. گون‌یایلا ۶۷ نفر جمعیت دارد.